# Диброва, Иван Филиппович
Иван Филиппович Диброва (13 (26) сентября 1914 — 11 октября 1979) — генерал-майор артиллерии ВС СССР, командир 21-го гвардейского миномётного полка реактивной артиллерии в годы Великой Отечественной войны, начальник Саратовского высшего военного командно-инженерного училища ракетных войск в 1961—1963 годах. Один из военачальников советской армии, стоявший у истоков создания Ракетных войск стратегического назначения СССР.

## Ранние годы
Родился 13 (26) сентября 1914 года в селе Копани Мелитопольского уезда Таврической губернии (нынешний Ореховский район Запорожской области). Окончил школу фабрично-заводского обучения в 1932 году, двухгодичные педагогические курсы учителей в 1934 году и два курса Днепропетровского университета в 1935 году. Службу в ВС СССР начал 1 октября 1936 года, окончил 1-е Ленинградское артиллерийское училище. Член ВКП(б) с 1941 года.

## Великая Отечественная война
На фронте Великой Отечественной войны с сентября 1941 года, призван Запорожским районным военкоматом. Участник сражений на Западном, Донском, Юго-Западном и 4-м Украинском фронтах. Служил в артиллерии (в гвардейских миномётных частях) в качестве командира взвода, командира батареи курсантов Смоленского училища, командира батареи миномётного полка и начальника штаба дивизиона. В звании лейтенанта командовал 6-м отдельным гвардейским миномётным дивизионом реактивных установок «Катюша»: 3 ноября 1941 года этот дивизион, действуя в районе города Тихвин, без потерь выполнил боевую задачу в момент налёта авиации при обстреле батареи с пулемётов.
С ноября 1942 по ноябрь 1944 года командовал 21-м гвардейским миномётным полком реактивных установок «Катюша». С 30 июля по 1 августа 1943 года, находясь в подразделениях 21-го гвардейского миномётного полка, гвардии майор Диброва в ходе боёв за курган Саур-Могила лично руководил отражением атак танков и пехоты противника: полк за три дня под его командованием дал 73 залпа и отбил 13 атак противника, подбив 18 танков и уничтожив 700 вражеских солдат и офицеров. С 18 по 24 августа 1943 года этот же полк отбил 15 атак, подбив 2 танка и 10 автомашин, а также уничтожив до 500 солдат и офицеров противника. Действия полка способствовали успешному продвижению частям 4-го гвардейского механизированного корпуса. Сам Диброва участвовал в рейдах по тылам противника, оказывая поддержку 4-му корпусу.
С ноября 1944 года Диброва был командиром 4-го гвардейского миномётного Севастопольского Краснознамённого ордена Ленина полка имени Новосибирского комсомола в составе 107-го стрелкового Дрогобычского корпуса. Отличился 10 марта 1945 года в боях под станцией в польском местечке Хыбе, когда полком были уничтожены две роты пехоты и отражены пять контратак противника; 9 апреля совершил 50-километровый марш-бросок из-под района Брухна и атаковал наступавшего противника в районе села Рогув; суммарно за время пребывания 4-го гвардейского миномётного полка под командованием Дибровы в составе 107-го стрелкового корпуса полком было уничтожено свыше пехотного полка противника, 19 огневых точек и 6 орудий. Во время войны Диброва также занимал пост начальника штаба гвардейской миномётной дивизии

## Послевоенные годы
В послевоенные годы продолжил службу в звании полковника, был помощником начальника Рязанского артиллерийского училища по строевой части. В 1951 году окончил Ленинградскую высшую офицерскую артиллерийскую школу, служил в 23-й бригаде особого назначения (преобразована в 73-ю инженерную бригаду Резерва ВГК 15 марта 1953 года) и был командиром полка. В июле 1952 года назначен заместителем командира бригады, с 10 декабря 1956 года — командир бригады. 7 мая 1960 года постановлением Совета Министров СССР произведён в генерал-майоры артиллерии.
73-я инженерная бригада была преобразована в 44-ю ракетную Камышинскую дивизию 1 июля 1960 года: 4 августа Диброва был назначен её командиром, а 18 августа она вошла в состав 43-й Винницкой ракетной армии). С лета того же года генерал-майор Диброва занялся работой по приведению дивизии в состояние боевой готовности, а также подготовкой личного состава ракетных полков и дивизионов к несению боевого дежурства. За время своей службы в ракетных войсках генерал-майор Диброва также способствовал совершенствованию учебно-материальной базы для изучения баллистических ракет типов Р-5М и Р-12. Участвовал в определении места строительства стартовых позиций 53-го научно-исследовательского испытательного полигона министерства обороны СССР (космодром Плесецк): руководил группой, состоявшей из офицеров Министерства обороны СССР и специалистов ОКБ-1 под руководством Сергея Королёва.
27 июля 1961 года Диброва был назначен начальником Саратовского артиллерийского технического училища (с июня 1963 года Саратовского высшего командно-инженерного училища), в июле 1963 года назначен заместителем начальника училища. 21 октября 1964 года уволен в запас в звании генерал-майора по возрасту и направлен на учёт в Кировский районный военкомат. С 1976 года и до последних дней жизни — председатель совета ветеранов училища.
Скончался 11 октября 1979 года в Саратове, похоронен на Елшанском кладбище (участок № 11).

## Награды
- Орден Красного Знамени
  - 15 марта 1943[6][9]
  - 19 февраля 1945[6][9]
  - 10 июня 1945[9]
  - 30 декабря 1946[9]
- Орден Суворова III степени (11 июня 1945)[6][9] — за образцовое выполнение заданий Командования на фронте в борьбе с немецкими захватчиками и проявленные при этом доблесть и мужество[3]
- Орден Александра Невского (13 сентября 1943)[6][9] — за образцовое выполнение заданий Командования на фронте в борьбе с немецкими захватчиками и проявленные при этом доблесть и мужество[3][10]
- Орден Отечественной войны I степени (23 сентября 1943 года[6][c])
- Орден Красной Звезды
  - 17 декабря 1941[6][9] — за образцовое выполнение заданий Командования на фронте в борьбе с немецкими захватчиками и проявленные при этом доблесть и мужество[3][1]
  - 19 ноября 1951[9]
- медали
  - Медаль «За боевые заслуги» (6 ноября 1945)[9]
  - Медаль «За оборону Сталинграда» (22 декабря 1942)[6][9]
  - Медаль «За победу над Германией в Великой Отечественной войне 1941—1945 гг.» (9 мая 1945)[9][11]
  - Медаль «XX лет Рабоче-Крестьянской Красной Армии»[3]
  - Медаль «За оборону Ленинграда»[3]
  - Медаль «За освобождение Варшавы»[3]
  - Медаль «30 лет Советской Армии и Флота»[3]
  - Медаль «40 лет Вооружённых Сил СССР»[3]
  - Медаль «50 лет Вооружённых Сил СССР»[3]
  - Медаль «60 лет Вооружённых Сил СССР»[3]
  - Медаль «Двадцать лет Победы в Великой Отечественной войне 1941-1945 гг.»[3]
  - Медаль «Тридцать лет Победы в Великой Отечественной войне 1941-1945 гг.»[3]

## Комментарии
1. ↑  В наградном листе от 17 декабря 1941 года — Дибрава[1]
2. ↑  По другим данным — с 1942 года[3].
3. ↑  По другим данным — с 21 октября 1943 года[9]